# Redoute van Kapellen
De Redoute van Kapellen of schans van Kapellen is een zogenaamd spoorwegfort, het werd namelijk gebouwd om de spoorweg Antwerpen-Roosendaal te beschermen.

## Geschiedenis
In 1875 vatte Brialmont het plan op om een grote gordel forten rond Antwerpen te bouwen, naast de kleine gordel. Helaas was er toen niet genoeg geld om de gordel in één keer te bouwen. Uiteindelijk besliste men om elke keer een fort te bouwen als er genoeg geld vrijkwam. In 1892 komt er eindelijk genoeg geld vrij om een klein spoorwegfort op de spoorweg Antwerpen-Roosendaal ter hoogte van Kapellen te bouwen, op grondgebied (tot 31 december 1982) van de gemeente Ekeren. Op de wet van 27 mei 1892 ontstaat het fort. De werken lopen van 1893 tot 1897 en de koepels worden in 1900 ingegoten. Zonder bewapening kostte het fortje 1,2 miljoen goudfrank. Tot 1914 gebeurt er niets speciaals op het fort. In 1914 werden de koepels opgeblazen door het Belgische leger. Tijdens het interbellum werd er een kleine mitrailleurbunker opgericht op het hoofdfront. Nu is het fort een deel van de kazerne van Kapellen en in militair bezit.

## Fort
Het fort heeft een trapeziumvorm. Het hoofdfront meet 110 meter, de zijfronten 75 meter en het keelfront 145 meter. De gracht is 30 tot 40 meter breed en wordt niet bestreken vanuit de Caponnières. De ingang wordt verdedigd door een aarden redan. De enige brug meet 15 meter en staat deels op een landtong. De centrale gang loop van de ingang tot de hoofdfrontgang, en geeft toegang tot twee wachtlokalen en twee officierslokalen. De hoofdfrontgang geeft toegang tot 16 troepenkamers die aan weerszijden van de gang liggen, en heeft zelf twee lucht- en lichtopeningen. De troepenkamers zijn met elkaar verbonden door binnendeuren. Tegenover de centrale gang ligt de gang naar de hoofdkoepel. Aan de uiteinden van de gang liggen nog de wc's, vier wachtlokalen, twee ingangen voor de zijkoepels en vier ingangen van de caponnieres. De twee galerijen naar de caponnieres op het hoofdfront doorlopen nog een holtraverse met twee verdiepingen en uitgangen op de fronten voordat ze eindigen op de koepels. De grondwerken zijn als volgt. Op het keelfront is er een steile escarp met een vuurkam die achteraan verdedigd wordt door een aarden wal. Op de zijfronten, die een verlengd plongée hebben, staat op elk een traverse, naast de reeds besproken holtraverse. Het hoofdfront heeft eveneens een verlengd plongée, maar geen traversen. De gebouwen worden beschermd door 2 meter dikke betonnen buitenmuren, 1 meter dikke betonnen binnenmuren en 2 meter dikke betonnen plafonds. Rond het hele fort staat een glacis, maar dat is slechts 2,5 meter hoog, dus men kan eroverheen vuren. De mitrailleurbunker heeft twee schietkamers.

## Bewapening
De hoofdkoepel is bedoeld voor de actie op grote afstand en is bewapend met een draaikoepel, Model Saint Chamont-Cockerill, voor twee 15cm kanonnen. Voor de nabije verdediging zijn er vier hefkoepels van het model Marcinelle & Couillet 1888, voor een 5,7cm kanon. Er waren voor de zijkoepels twee pantseraffuiten van het type Mod Gruson voor 21cm kanonnen voorzien, maar daarvan zag men af. Later wilde men nog Cockerillkoepels model 1909 voor 12cm houwitsers installeren, maar dat plan werd eveneens niet uitgevoerd, zodat de zijkoepels nooit bewapend werden. Alle koepels werden in 1914 opgeblazen, maar op de rechter hoofdfrontkoepel staat nog een deel van het onderstel.

## Ligging
Het fort ligt naast de spoorweg Antwerpen-Roosendaal, bij de spoorwegaftakking naar Polygoon Brasschaat. De aanrijlaan loopt van het kruispunt van de Koning Albertlei met de Heidestraat tot aan het fort.

## Nu
Tegenwoordig bestaat het hoofdgebouw nog, maar het is verstevigd met hout en baksteen en een aantal gangen en lokalen zijn ingemetseld. Alleen de hoofdfrontgang is toegankelijk. Men kan het fort niet meer bereiken via de originele weg, omdat de grond is verkocht aan een hondenclub. De koepels en de caponnières zijn opgeblazen en het puin van de linker hoofdfrontcaponniere en de rechter keelfrontcaponniere is geruimd. De aarden werken zijn bijna volledig afgegraven. De kleine mitrailleurbunker is onbeschadigd. De gracht is over het hele hoofdfront en linker zijfront gedempt. Het fort is aan de keelfrontzijde sterk begroeid, aan het rechter zijfront wat lichter. Op het linker zijfront en het hoofdfront staan er slechts enkele groepjes bomen, omdat dat gedeelte gebruikt wordt als oefenterrein voor de tanks van het buitendepot van het legermuseum van Brussel. Rond het fort staan veel hangars waar pantservoertuigen in opgeslagen staan. Buiten het depot zijn er in het militaire kwartier ook de Antwerpse Belgium Navy Cadets gehuisvest. Het fort zelf is niet toegankelijk behalve op de opendeurdagen.
Verder zijn er in het fort fresco's te vinden van F. Greene uit 1945.